# Merope (Gattin des Kreon)

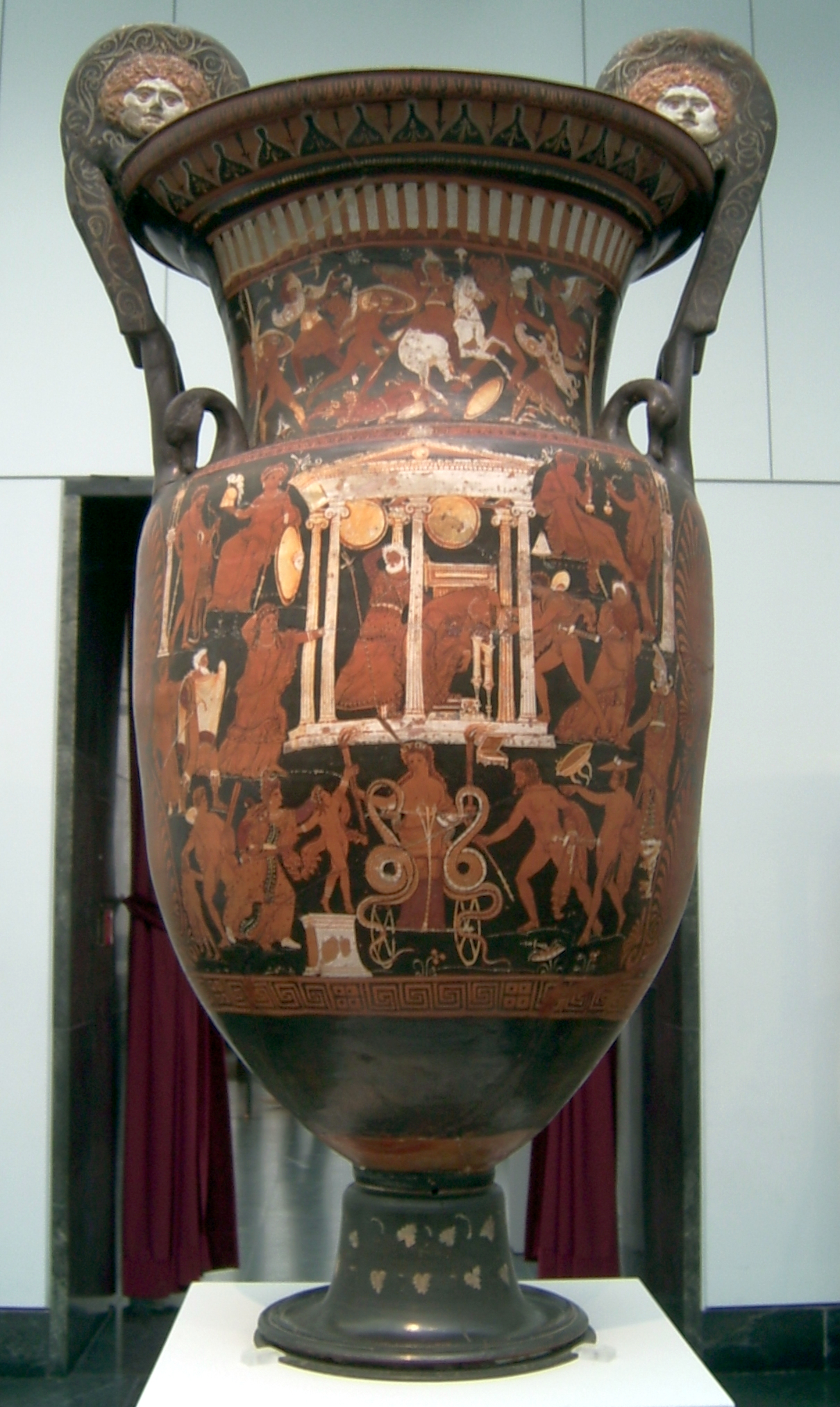
Darstellung der Merope auf einem Krater des Unterwelt-Malers in der Antikensammlung, München

Merope (altgriechisch Μερόπη Merópē) ist in der griechischen Mythologie die Gattin des Kreon, des Königs von Korinth, und Mutter von Hippotes und Glauke, die auch Kreusa genannt wird.
Namentlich als Merope erscheint Kreons Frau einzig in einer Beischrift auf dem Volutenkrater des Unterwelt-Malers in der Münchener Antikensammlung (Inventar-Nr. 3296), der um 330/10 v. Chr. gefertigt und 1813 in Canosa di Puglia gefunden wurde. Merope eilt von links auf das im Zentrum des Bildfeldes wiedergegebene Tempelchen zu.
Dargestellt ist die Rache der Medea an Kreon und Kreusa. Denn als Iason nach Korinth kam, versprach Kreon ihm seine Tochter zur Frau, woraufhin sich Iason von Medea trennte. Aus Rache schickte Medea Kreusa oder Glauke ein verzaubertes Gewand oder eine Krone. Als Kreon seiner Tochter half, das Kleid anzuziehen, entzündete sich das Kleid und Glauke und Kreon verbrannten. Nach Hyginus handelte es sich bei dem Geschenk um eine Krone und als Kopfschmuck ist auch auf der Münchener Vase das todbringende Geschenk dargestellt, das ihr Bruder noch vom Kopf zu reißen versucht.
In der Literatur erscheint Merope, Frau des Kreon, einerseits in Medea: Stimmen von Christa Wolf, andererseits fälschlich in dem Film Edipo Re – Bett der Gewalt von Pier Paolo Pasolini, da hier die Frau des Kreon, des Königs von Theben, gemeint ist, die in der Überlieferung Eurydike heißt.